# Im Zweifel für die Angeklagten
Im Zweifel für die Angeklagten (Originaltitel: Question of Privilege) ist ein US-amerikanisch-kanadischer Thriller aus dem Jahr 1999. Regie führte Rick Stevenson, das Drehbuch schrieb David Schultz.

## Handlung
Die Handlung spielt in einer kanadischen Kleinstadt. Nach der Vergewaltigung und dem Tod eines Mädchens verdächtigen die Behörden Joel Aldridge, seinen Bruder Ian und zwei weitere vermögenden Familien entstammende männliche Teenager als Täter. Sie verbrachten mit dem Mädchen den Abend vor dem Mord. Die Verdächtigen werden festgenommen; sie sagen während der Vernehmungen, sie seien unschuldig.
Die mit der Verteidigung betraute Anwältin Andrea Roberts weist den Behörden Verfahrensfehler nach und erwirkt die Freilassung. Ihr Ehemann Carter, der für die Justizorgane am Fall arbeitete, wird entlassen, was die Ehe belastet.
Eine unbekannte Person tötet einen der Verdächtigen. Roberts ermittelt und enthüllt die Hintergründe des Mordes.

## Kritiken
Die Zeitschrift Prisma schrieb, der „spannende Psychothriller“ stelle die „brisante Frage“, ob es „zweierlei Rechtsprechung“ gebe – „eine für die Reichen und eine für die Armen“.

## Hintergrund
Der Film wurde in Edmonton (Alberta) gedreht. Er wurde in den USA im September 1999 auf Video veröffentlicht.